# Estelle Cruijff
Estelle Cruijff (* 29. Juni 1978 in Amsterdam) ist eine niederländische Schauspielerin, Moderatorin, Designerin und Model.

## Karriere
Cruijff hatte 2005 ihre erste Rolle als Schauspielerin in Pieter Kramers Komödie Ellis in Glamourland und Tim Oliehoeks Actionkrimikomödie Hammerhart („Vet hard“). Daneben arbeitete sie für RTL Entertainment als Moderatorin und moderierte die Unterhaltungssendungen Wat Vindt Nederland?, De Jongens Tegen De Meisjes und Waar is De Mol?. Seit 2010 arbeitet sie als Moderatorin der Magazine Life4You und RTL Boulevard.

### Modedesignerin
Im Jahr 2003 gewann sie für eine ihrer Modekollektionen den Beau Monde Style Award als Designerin.

## Privatleben
Cruijff ist eine Nichte des niederländischen Fußballspielers Johan Cruyff. Mit 21 Jahren heiratete sie am 3. Juni 2000 den ehemaligen niederländischen Fußballnationalspieler Ruud Gullit, mit dem sie eine Tochter und den Sohn Maxim Gullit hat. Im Juni 2012 reichte Gullit einen Scheidungsantrag ein. Seitdem hatte Cruijff eine Beziehung mit dem Kickboxer Badr Hari.